# 南布盧諾爾湖

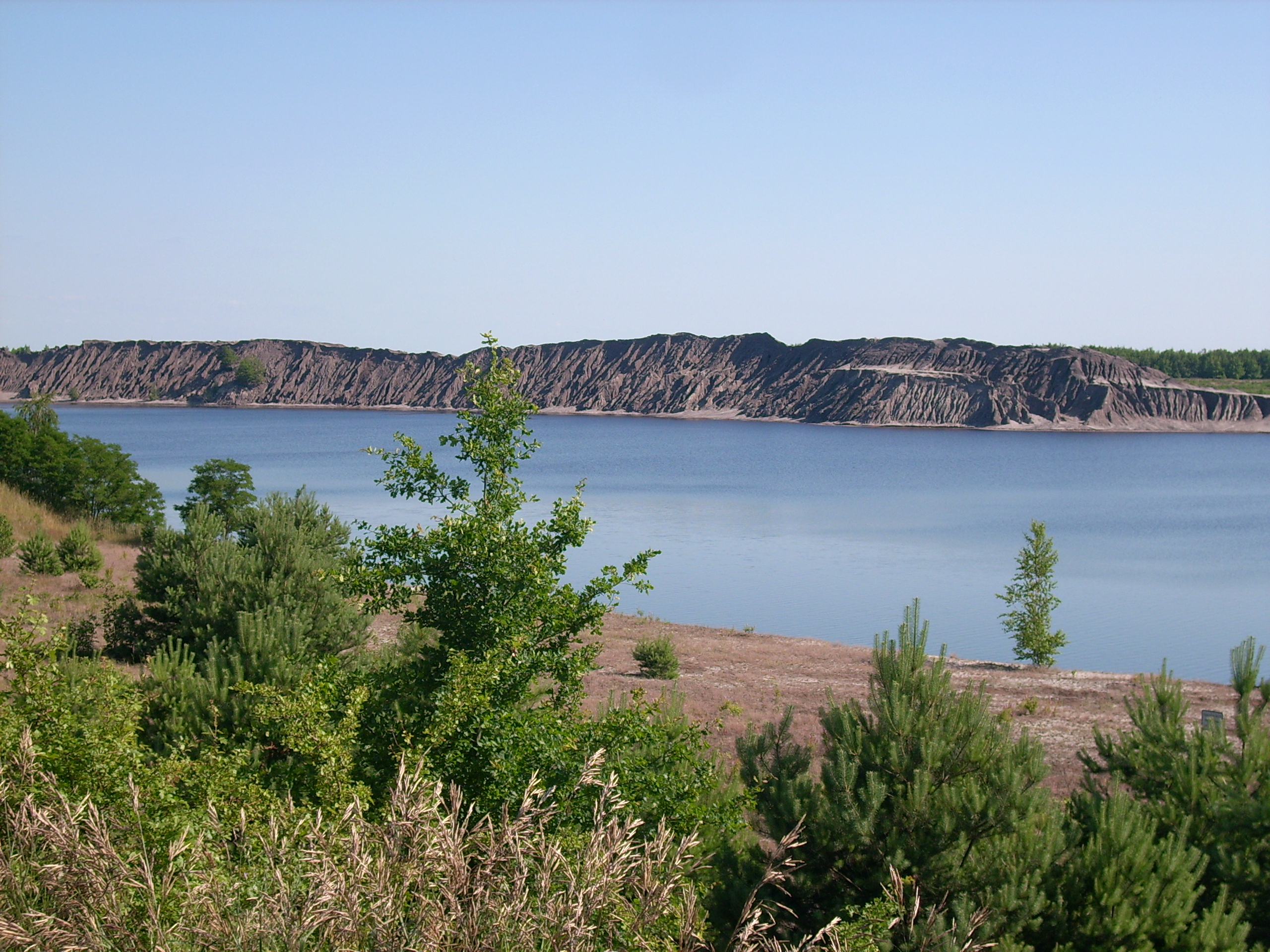

51°31′23″N 14°11′43″E / 51.5230025°N 14.1952132°E
南布盧諾爾湖（德語：Blunoer Südsee），是德國的湖泊，位於該國東部，由薩克森自由州負責管轄，處於埃爾斯特賴德，面積3.5平方公里，海拔高度104米，水體容量6,400萬立方米。